# Pied d'athlète
 (décembre 2013).
Si vous disposez d'ouvrages ou d'articles de référence ou si vous connaissez des sites web de qualité traitant du thème abordé ici, merci de compléter l'article en donnant les références utiles à sa vérifiabilité et en les liant à la section « Notes et références ».
 Mise en garde médicale
Le pied d'athlète ou intertrigo inter-orteils (du nom scientifique tinea pedis[pas clair]) est une dermatomycose, c'est-à-dire une infection de la peau par des champignons microscopiques, parmi lesquels des espèces des genres Trichophyton, Epidermophyton (en) ou Microsporum. L'incidence de l'affection est d'ordre de 25 % et elle est élevée chez les adolescents. Elle se manifeste par des érosions linéaires suivant la direction des plis et bardées par des squames.

## Symptômes
- Démangeaisons entre les orteils, surtout entre les 4e et 5e.
- De petits lambeaux de peau se détachent, la peau rougit et se crevasse.
- Mauvaise odeur dans certains cas.

## Diagnostic
En cas de doute, un prélèvement cutané (biopsie) permet de déterminer quel est le champignon en cause et ainsi proposer un traitement adapté.
Vers 2010 en Allemagne le champignon dermatophyte T. interdigitale — précédemment connu sous le nom de T. mentagrophytes — était le second dermatophyte le plus courant, et il a été montré que « Les souches anthropophiles de T. interdigitale ont tendance à causer la teigne unguinale, la teigne du pied et plus rarement la tinea corporis ».

## Traitement
- Acide borique.
- Le dermatologue pourra prescrire des poudres, onguents, lotions, gels ou crèmes antifongiques à base d'éconazole.
- La teinture d'iode (ou plutôt de nos jours la povidone iodée), en raison de ses propriétés antifongiques[3], est un traitement efficace contre le pied d'athlète[4],[5].
- Certains de ces produits sont en vente libre sans ordonnance chez le pharmacien.
- L'huile essentielle de l'arbre à thé (Tea tree) peut aider à soulager le pied d'athlète[6],[7].
- La crème à 1 % d'ajoène, facile à préparer à partir d'un extrait hydro-alcoolique d'ail (Allium sativum)[8], est plus efficace que la crème à 1 % de terbinafine[9],[10].

## Prévention

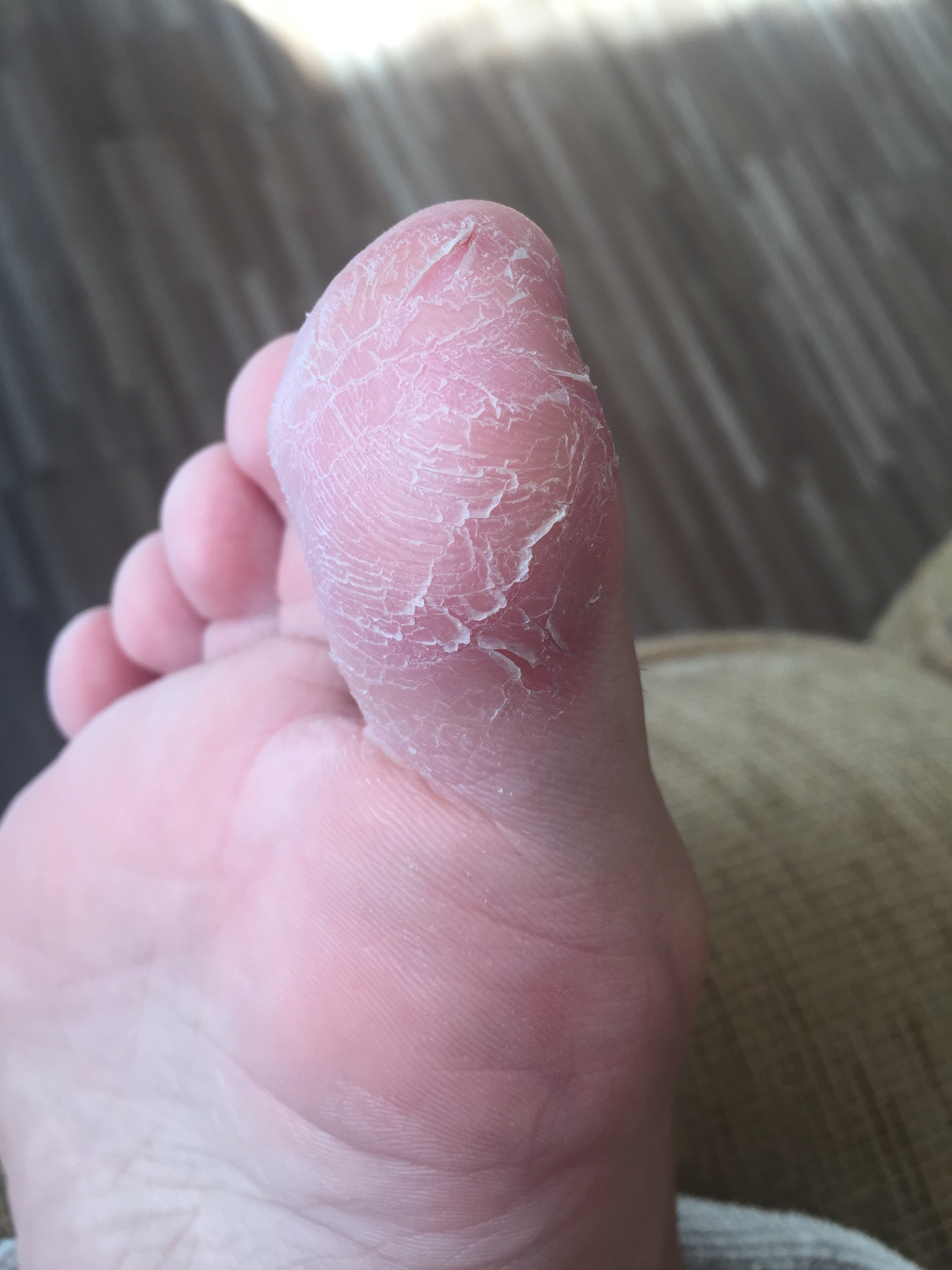
Exemple de pied d'athlète.

Bien que la mauvaise hygiène ne soit généralement pas en cause, les pieds exsudant beaucoup, bien les laver une fois par jour puis bien les assécher, surtout entre les orteils diminue beaucoup le risque. Des poudres asséchantes peuvent être utiles[réf. nécessaire]. Marcher à pied nu sur des sols propres ou en sandale est préférable aux chaussures fermées ; les chaussures en plastique sont à éviter au profit du cuir et de chaussettes en coton blanc laissant respirer la peau.
- Dans les vestiaires ou douches communes (de clubs sportifs et piscines notamment) il est recommandé de porter des sandales de plage et de ne pas partager de serviette ou vêtements (chaussettes et chaussures de sport notamment). Même chose dans tous les endroits où on marche pieds nus : piscine, plage, etc.
- Certaines mycoses se transmettent par le contact des textiles (serviettes, maillots, sous-vêtements...).
- Ces habitudes sont à maintenir au-delà de la guérison.